# Jõhvi

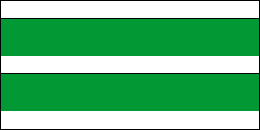
Bandeira de Jõhvi

Brasão de armas de Jõhvi

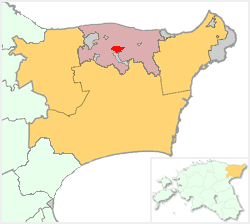
Localização de Jõhvi

Jõhvi é uma cidade (linn) situada ao nordeste da Estônia, e a capital da região de Ida-Viru. A cidade também é o centro administrativo do município de Jõhvi. Está situada a 50 km da fronteira com a Rússia. A população de origem estoniana é minoria em Jõhvi, já que aproximadamente 58% da população são imigrantes russos que chegaram à Estônia durante o último período da ocupação soviética (1944-1991), ou seus descendentes.

## História
Jõhvi foi mencionada pela primeira vez como uma aldeia em 1241 em um livro dinamarquês. Já que, anteriormente, estava sob domínio da Dinamarca. Os nomes históricos de Jõhvi eram Gewi e Jewi. No século XIII foi construída uma igreja e também foi criada a paróquia de Jõhvi.
Em 1938, Jõhvi obteve os direitos de cidade. No ano de 2005, a cidade de Jõhvi se uniu com a paróquia de Jõhvi.

## Geografia
Jõhvi tem uma área de 7,62 km². Possui uma população de 11.600 habitantes (censo de 2004) e sua densidade demográfica é de 1.522,3 hab./km². O alcaide da cidade é Aavo Keerme.

## Relações externas
- «Jõhvi Linn (página oficial, em estoniano)»